# George H. Whipple
George Hoyt Whipple, född 28 augusti 1878 i Ashland, Grafton County, New Hampshire, död 1 februari 1976 i Rochester, Monroe County, New York, var en amerikansk läkare och patolog.

## Biografi
Whipple utbildades vid Phillips Academy och sedan Yale University där han tog en BA-examen år 1900. Han genomgick läkarutbildningen vid Johns Hopkins University där han tog doktorsexamen 1905. 
År 1914 utsågs Whipple till professor i forskningsmedicin och chef för Hooperstiftelsen för medicinsk forskning vid University of California Medical School. Han var dekanus där 1920 och 1921. Whipple blev därefter professor och chef för patologi för nya School of Medicine and Denistry vid University of Rochester. Whipple tjänstgjorde där som dekanus till 1954 och förblev vid Rochester för resten av sitt liv.
Whipples forskning handlade i huvudsak om perniciös anemi och om fysiologi och patologi i levern. Frieda Robscheit-Robbins arbetade nära Whipple, och de gav tillsammans ut 21 rapporter från 1925 till 1930. År 1934 erhöll han, tillsammans med George R. Minot och William P. Murphy, Nobelpriset i fysiologi eller medicin för upptäckten att perniciös anemi kan behandlas med leverdiet.